# Rhododendron comparabile
Rhododendron comparabile är en ljungväxtart som beskrevs av Herman Otto Sleumer. Rhododendron comparabile ingår i släktet rododendron, och familjen ljungväxter. Inga underarter finns listade i Catalogue of Life.